# Вдигане на тежести на летните олимпийски игри 2012
Състезанията по вдигане на тежести на XXX летни олимпийски игри в Лондон се провеждат от 28 юли до 7 август 2012 г. Раздават се 15 комплекта медали и участват 260 атлета (156 мъже и 104 жени). 

## Състезания
Раздават се 15 комплекта медали в следните категории:
| - 56 kg мъже - 62 kg мъже - 69 kg мъже - 77 kg мъже - 85 kg мъже - 94 kg мъже - 105 kg мъже - +105 kg мъже |  | - 48 kg жени - 53 kg жени - 58 kg жени - 63 kg жени - 69 kg жени - 75 kg жени - +75 kg жени |

## Рекорди
Състезателят от Северна Корея Юн Чол Ом вдига 168 кг в изтласкването, което е точно три пъти повече от собственото му тегло. По този начин подобрява олимпийският рекорд в категорията на Халил Мутлу и става четвъртият състезател, на който се е удало да изтласка маса с тегло три пъти по-голямо от собственото му.  Същевременно това постижение изравнява световния рекорд в изтласкването на Халил Мутлу. 